# Sidodadi (Simpang Kanan)
Sidodadi is een bestuurslaag in het regentschap Aceh Singkil van de provincie Atjeh, Indonesië. Sidodadi telt 343 inwoners (volkstelling 2010).